# Baranda
Baranda  (ćir.: Баранда) je naselje u općini Opovo u Južnobanatskom okrugu u Vojvodini.

## Stanovništvo
U naselju Baranda živi 1.648 stanovnika, od toga 1.269 punoljetnih stanovnika, a prosječna starost stanovništva iznosi 39,2 godina (37,7 kod muškaraca i 40,7 kod žena). U naselju ima 492 domaćinstava, a prosječan broj članova po domaćinstvu je 3,35.
| Etnički sastav 2002. |            |        |
| Narod                | Stanovnika | %      |
| Srbi                 | 1.542      | 93,56% |
| Romi                 | 42         | 2,54%  |
| Mađari               | 13         | 0,78%  |
| Hrvati               | 10         | 0,60%  |
| Jugoslaveni          | 6          | 0,36%  |
| Slovaci              | 5          | 0,30%  |
| Rumunji              | 4          | 0,24%  |
| Crnogorci            | 3          | 0,18%  |
| Rusi                 | 2          | 0,12%  |
| ostali               | 3          | 0,18%  |
| nepoznato            | 16         | 0,97%  |

| broj stanovnika | 1917  | 1934  | 1841  | 1671  | 1656  | 1690  | 1648  |
|                 | 1948. | 1953. | 1961. | 1971. | 1981. | 1991. | 2001. |

## Vanjske poveznice
- Karte, udaljenosti i vremenska prognoza  Arhivirana inačica izvorne stranice od 16. lipnja 2009. (Wayback Machine)
- Satelitska snimka naselja